# Serra do Mar
Serra do Mar é uma cadeia montanhosa do relevo brasileiro que se estende por aproximadamente 1,5 mil quilômetros ao longo do litoral leste/sul, indo desde o estado do Rio de Janeiro até o norte do estado do Rio Grande do Sul.
Devido ao seu valor geológico, a riqueza de sua fauna e flora, parte do trecho paulista da serra do Mar foi tombado pelo Condephaat e incluído no Patrimônio Histórico do Estado de São Paulo em 6 de junho de 1985.
Nos termos do art. 225, §4º da Constituição da República Federativa do Brasil, a Serra do Mar, assim como a Floresta Amazônica, a Mata Atlântica, o Pantanal Mato-Grossense e a Zona Costeira, constitui patrimônio nacional.

## Geografia e geologia

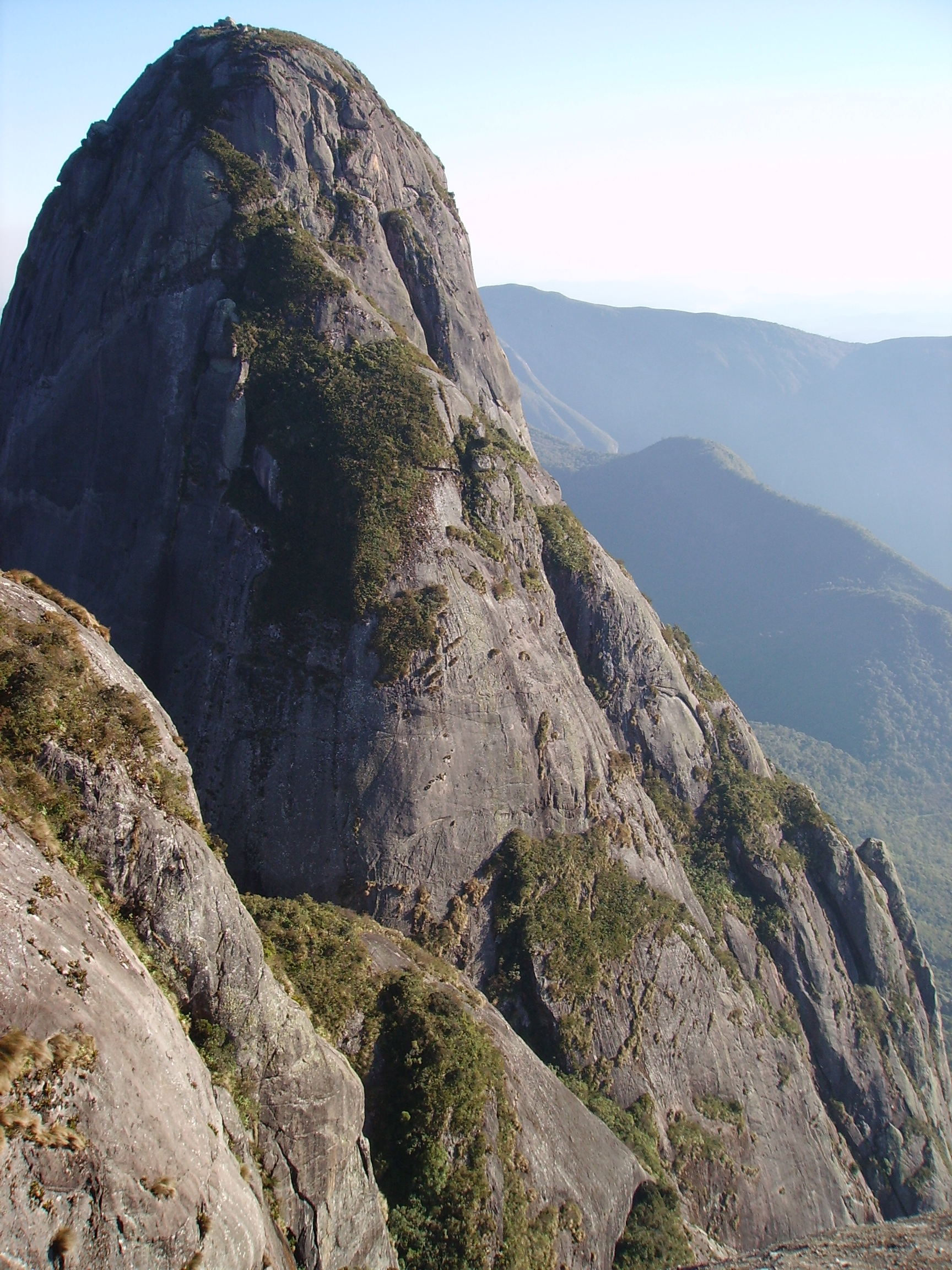
Pico Maior de Friburgo, no Parque Estadual dos Três Picos, o ponto culminante da Serra do Mar

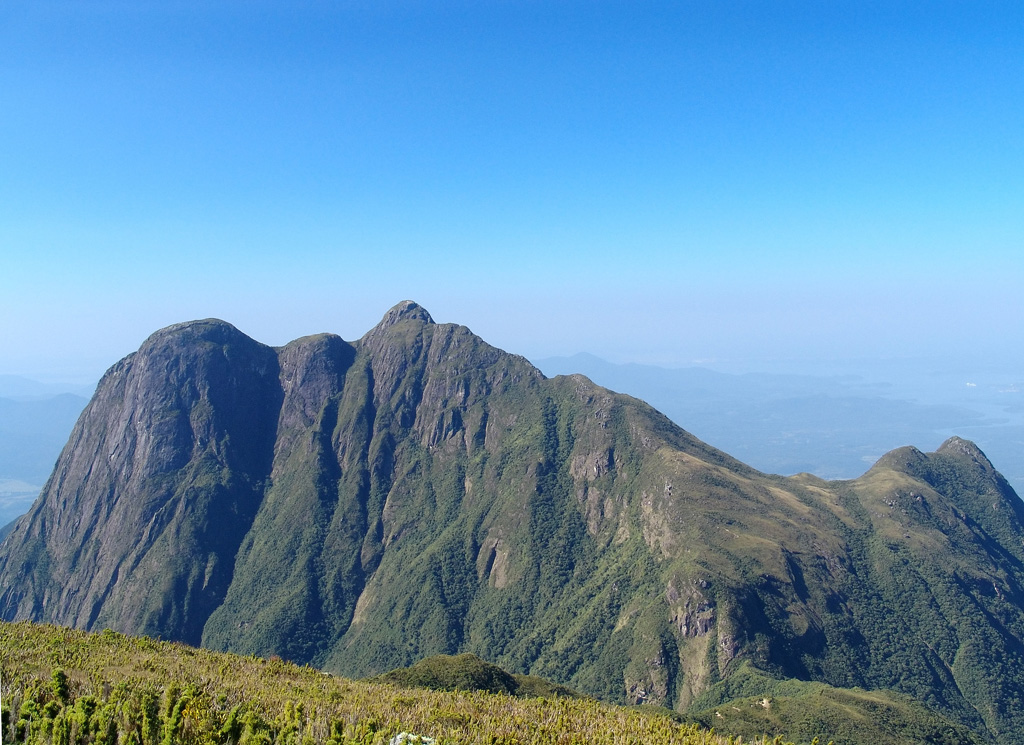
Pico Paraná, um dos pontos mais altos da Serra do Mar e o ponto culminante da Região Sul do Brasil.

A Serra do Mar é uma imponente feição geomorfológica resultante de uma escarpa de falha com mais de 1.000 km de extensão, variando entre 5 a 10 km de largura, e apresentando um desnível médio de aproximadamente 1.000 metros. O ponto culminante dessa formação é o Pico Maior de Friburgo com uma altitude de 2.366 metros e localizado no Parque Estadual dos Três Picos, no Rio de Janeiro. Esta cadeia montanhosa funciona como um divisor natural, separando o planalto brasileiro da estreita faixa litorânea que se estende desde o Espírito Santo até Santa Catarina.
A origem geológica da Serra do Mar está intimamente ligada ao processo de separação continental entre a América do Sul e a África, que teve início há cerca de 150 milhões de anos com a formação do Oceano Atlântico. Durante esse processo de afastamento dos continentes, ocorreu um expressivo soerguimento ao longo da borda leste do continente sul-americano, especialmente na região sudeste do Brasil. Esse levantamento tectônico provocou uma série de falhamentos que resultaram na elevação e rebaixamento de grandes blocos geológicos. A Serra do Mar é fruto de uma dessas áreas elevadas, formada pela elevação do bloco ocidental e o consequente rebaixamento do bloco oriental, associado à Falha de Santos.
Esse processo tectônico, ocorrido há aproximadamente 65 milhões de anos, deslocou a escarpa de falha da Serra do Mar para uma posição muito mais a leste do que a linha de costa que conhecemos hoje. Desde então, as escarpas foram intensamente modeladas pela erosão, que progressivamente as recuou até sua localização atual. O material erodido dessa região foi transportado e depositado nas áreas oceânicas adjacentes, formando as bacias marginais, como as bacias de Campos e Santos. Essas áreas sedimentares são hoje conhecidas como as principais fontes de extração de petróleo no Brasil.
As bacias sedimentares da margem continental brasileira desempenham um papel crucial na produção de petróleo nacional. Elas se desenvolveram como consequência direta do processo de separação continental entre a América do Sul e a África. O soerguimento que deu origem à Serra do Mar também foi responsável por intensificar a taxa de erosão nas regiões costeiras, contribuindo para o acúmulo significativo de sedimentos nessas bacias. Esse depósito de sedimentos ao longo dos últimos 80 milhões de anos, durante o qual estima-se que cerca de três quilômetros de rochas tenham sido erodidas da borda do continente, possibilitou a formação dos principais reservatórios de petróleo que são explorados atualmente.
O último segmento de montanhas da serra do Mar, no estado do Rio de Janeiro, recebe o nome local de Serra dos Órgãos, e possui os mais altos picos de toda a serra do Mar, como a Pedra do Sino de Teresópolis (2 255 metros), o pico da Caledônia (2 257 metros) em Nova Friburgo, e outros picos maiores localizados no parque estadual dos três picos, onde se encontram: os três picos (uma formação rochosa de granito e gnaisse com mais de 2 300 metros de altitude (Pico Maior de Friburgo: 2 366 metros  - ponto culminante da serra do Mar no Brasil) que possui três picos (ou "três agulhas") na parte superior desta rocha. Na serra do Mar encontram-se as maiores altitudes do Paraná, destacando-se os seguintes picos: Paraná (1 877,392 metros), Caratuva (1 856 metros), Siririca (1 740 metros) e Marumbi (1 551 metros).

### Parque Estadual da Serra do Mar

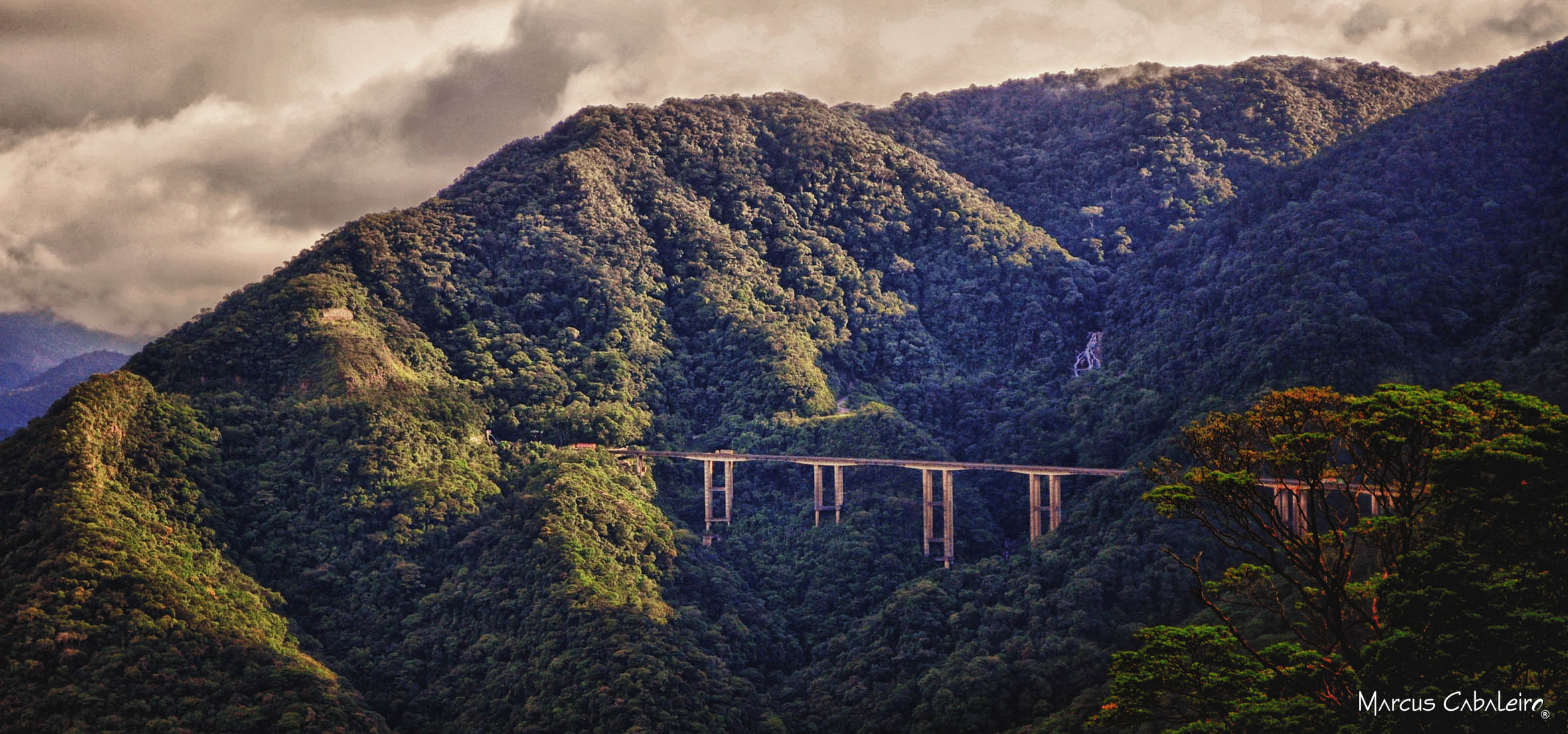
Parque Estadual da Serra do Mar

### Parque Estadual da Graciosa

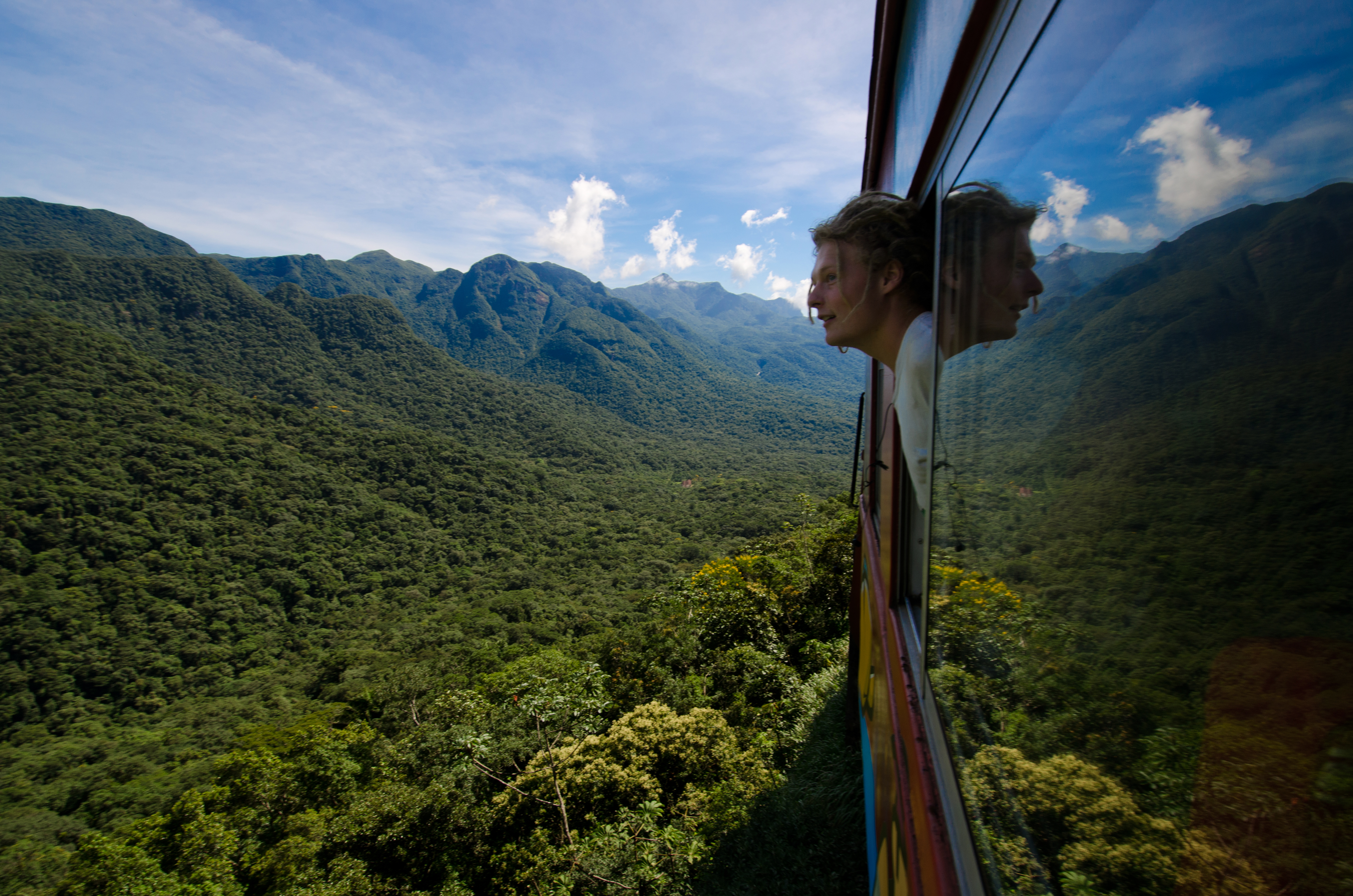
Parque Estadual da Graciosa

## Áreas de proteção

### Área de Proteção Ambiental da Serra do Mar
A Área de Proteção Ambiental da Serra do Mar Unidade de Conservação pelo Decreto Estadual n° 22.717, de 21 de setembro de 1984. Está situada ao sul do estado de São Paulo, abrangendo parte da bacia hidrográfica do Rio Ribeira de Iguape. Devido a sua posição estratégica, tornou-se o principal elo de continuidade entre as áreas protegidas pelo Parque Estadual da Serra do Mar e as demais Unidades de Conservação do Vale do Ribeira.
O objetivo principal de sua criação é a proteção da Serra do Mar nesse território, coberto por um extenso maciço de Mata Atlântica, sendo uma das áreas mais preservadas do estado e da região Centro-Sul brasileira, responsável pela grande diversidade de espécies vegetais e animais ali encontrados, notadamente as que são peculiares somente a essa região e aquelas ameaçadas de extinção.

### Parque Nacional da Tijuca
O Parque Nacional da Tijuca é uma unidade de conservação brasileira de proteção integral da natureza localizada integralmente na cidade do Rio de Janeiro.
Entre os pontos turísticos do parque, trilhas, grutas e cachoeiras, encontram-se marcos famosos da cidade, como a Pedra da Gávea, o Corcovado, e o Pico da Tijuca, ponto mais alto do parque, elevando-se 1 022 metros acima do nível do mar. De relevo montanhoso, inclui áreas do Maciço da Tijuca. É administrado pelo Instituto Chico Mendes de Conservação da Biodiversidade (ICMBio).
A área é composta por vegetação secundária, uma vez que é fruto de um reflorestamento promovido à época do Segundo Reinado, quando se tornou patente que o desmatamento causado pelas fazendas de café estava prejudicando o abastecimento de água potável da então capital do Império. Vivem, no parque, mais de 230 espécies de animais e aves: entre eles, macaco-prego, quati, cutia, cachorro-do-mato, sagui, beija-flor e sabiá.

### Parque Nacional da Serra dos Órgãos
O Parque Nacional da Serra dos Órgãos é uma unidade de conservação situada no maciço da Serra dos Órgãos, abrangendo os municípios de Guapimirim, Magé, Petrópolis e Teresópolis, com uma área de 20 030 ha.
É aberto para visitação permanente. É administrado pelo Instituto Chico Mendes de Conservação da Biodiversidade (ICMBio).

### Parque Estadual dos Três Picos
O Parque Estadual dos Três Picos (PETP) localiza-se na Região Serrana do Estado do Rio de Janeiro, no Brasil. O seu nome evoca os Três Picos de Friburgo, imponente conjunto de montanhas graníticas cuja altitude chega a 2 366 metros acima do nível do mar e é o ponto culminante de toda a Serra do Mar.

### Parque Natural Municipal Montanhas de Teresópolis
O Parque Natural Municipal Montanhas de Teresópolis é uma unidade de conservação de Mata Atlântica situada em Teresópolis, município localizado no interior do Rio de Janeiro. Aberto a visitação permanente, possui uma área que corresponde a 4 397 hectares de extensão, sendo a maior unidade de conservação municipal totalmente protegida do estado.

### Parque Estadual Pico do Marumbi

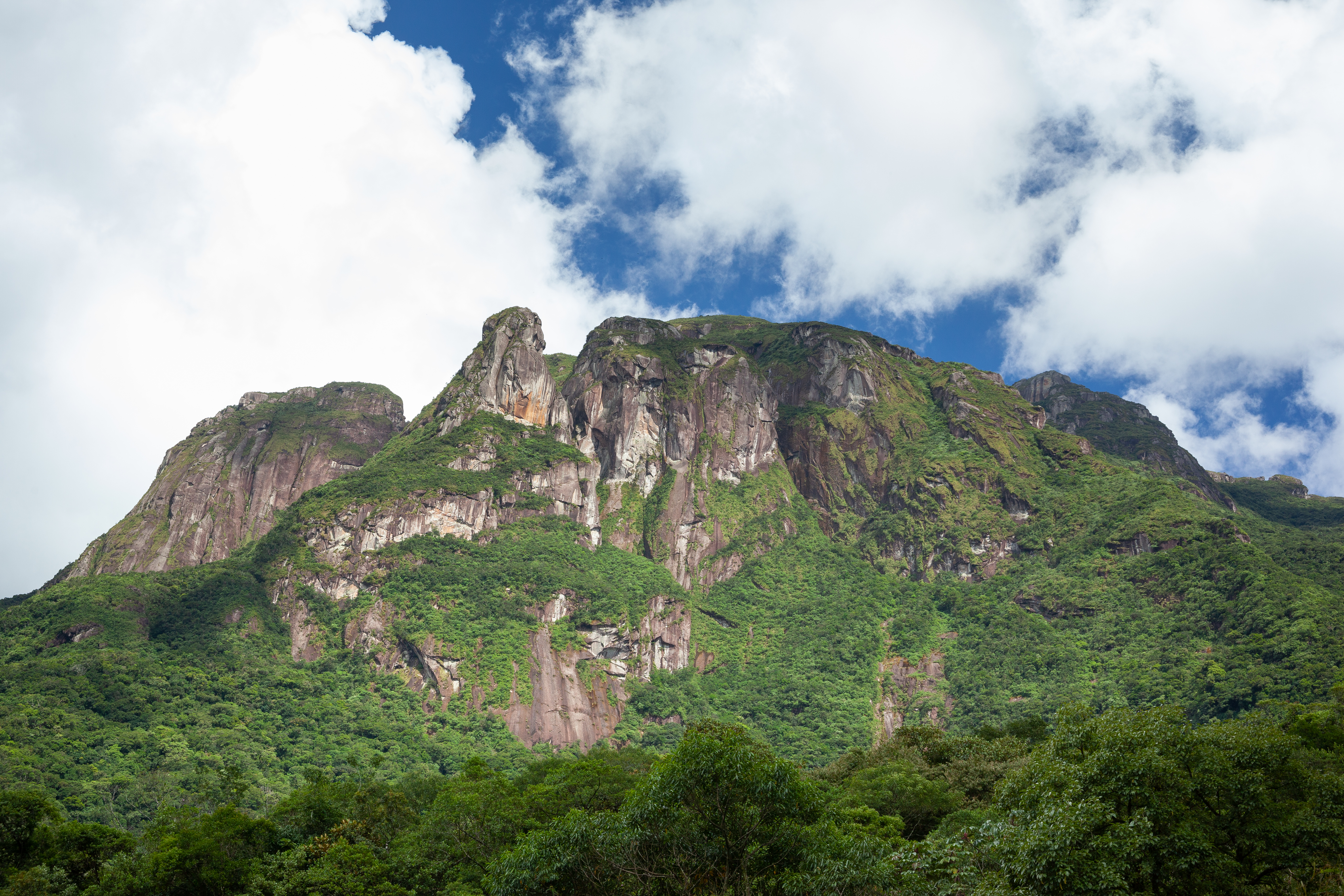
Conjunto do Marumbi

O Conjunto Marumbi ou Serra Marumbi é uma cadeia de montanhas de difícil acesso no estado do Paraná, no Brasil. O nome do seu cume mais alto (Olimpo) recebeu o nome da primeira pessoa conhecida que o atingiu, Joaquim Olimpio Carmeliano de Miranda. É formado pelas montanhas: Olimpo (1 539 metros), Boa Vista (1 491 metros); Gigante (1 487 metros); Ponta do Tigre (1 400 metros); Esfinge (1 378 metros); Torre dos Sinos (1 280 metros); Abrolhos (1 200 metros); Facãozinho (1 100 metros) e pelo Morro Rochedinho (625 metros). A maioria destes picos é separada por diques de diabásio com orientação azimutal. É o caso da separação entre a Torre dos Sinos e o Abrolhos, chamada Desfiladeiro da Catedral, e entre a Ponta do Tigre e a Esfinge, chamada Desfiladeiro das Lágrimas.

### Área de Proteção Ambiental de Macaé de Cima

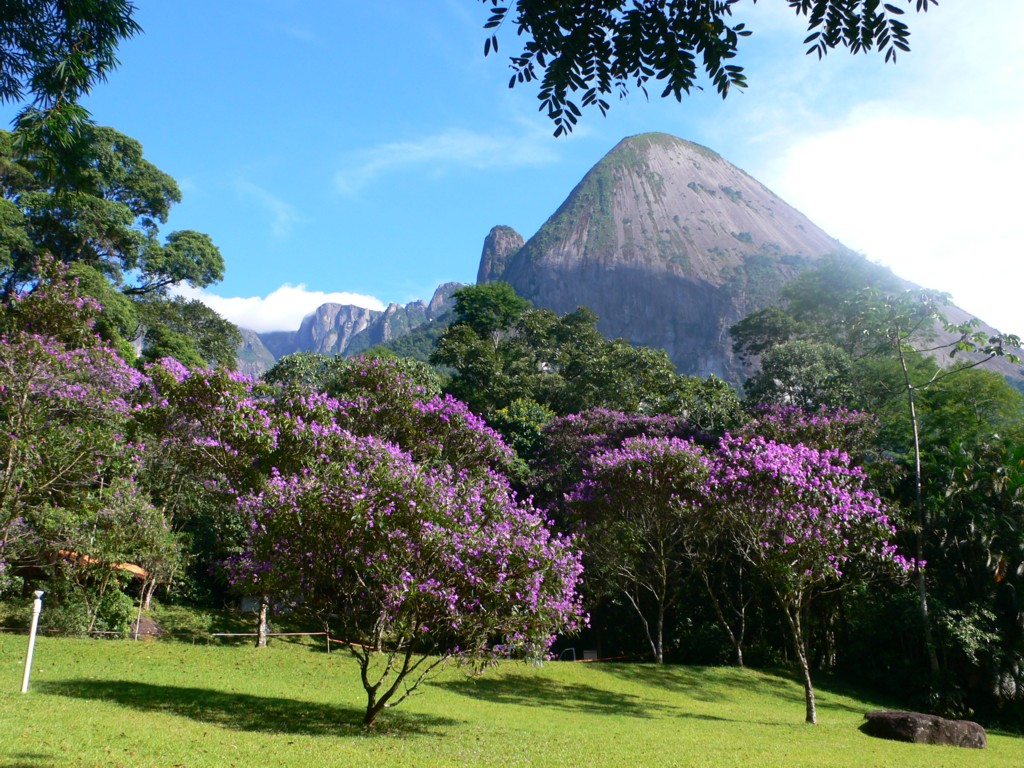
Serra dos Órgãos, na Serra do Mar.

A Área de Proteção Ambiental de Macaé de Cima é uma Área de Proteção Ambiental nas encostas da Serra do Mar no município de Nova Friburgo, com 35.037 hectares do ecossistema de Mata Atlântica. Criada pelo Decreto Estadual nº 29.213, de 14 de setembro de 2001. Corresponde ao local da nascente dos rios Macaé e São João. É notada pela grande diversidade de orquídeas e bromélias, algumas da quais são endêmicas na região, provavelmente devido à grande diversidade de microambientes específicos.

## Nomenclaturas regionais
- Serra Geral
- Serra do Rio do Rastro
- Serra de Paranapiacaba
- Serra dos Órgãos
- Serra da Bocaina
- Serra do Piloto
- Serra das Araras
- Serra do Cafezal